# Sericicultură

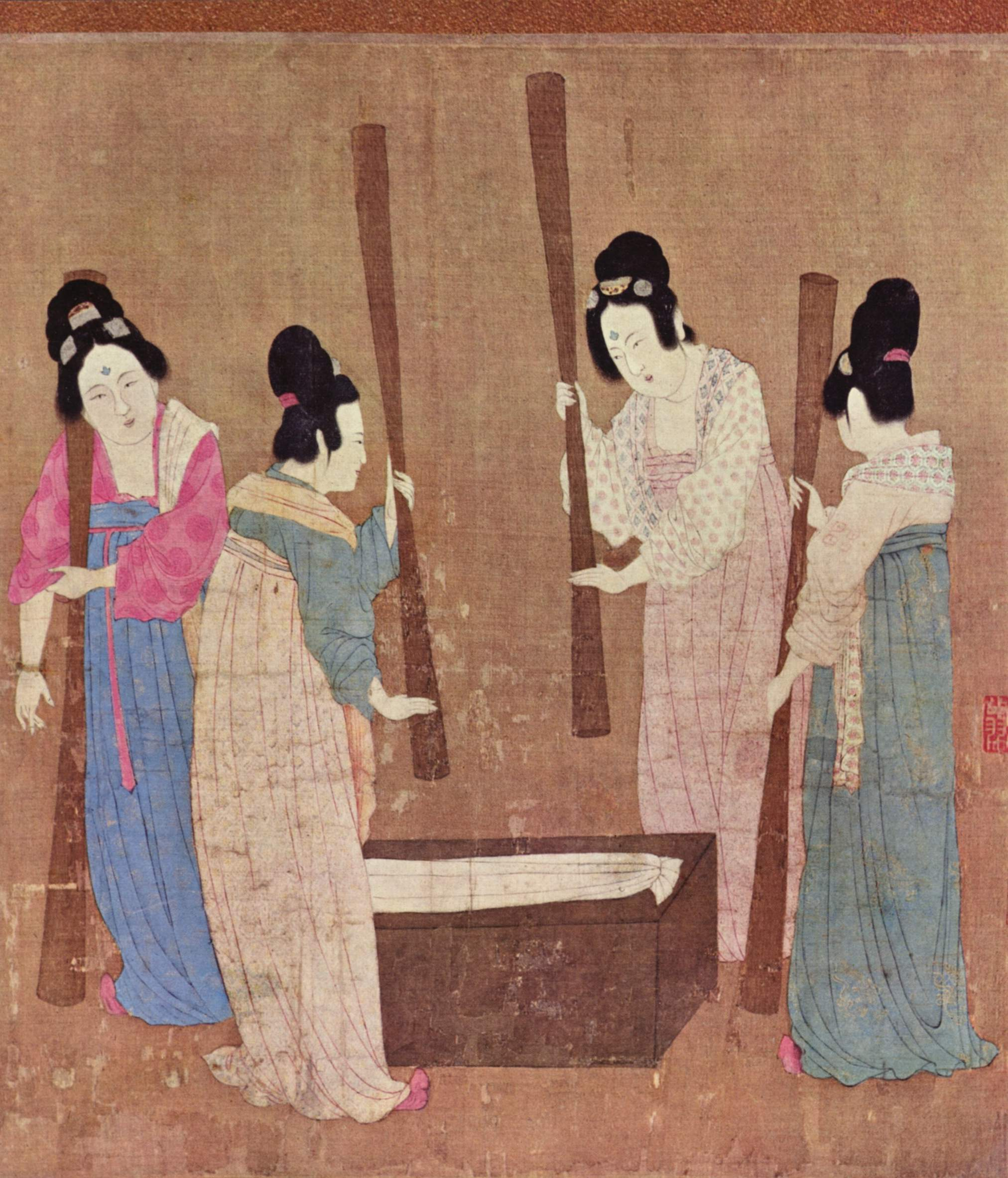
Doamne de curte care pregătesc mătase proaspăt țesută pictură de Împăratul Huizong de Song

Sericicultura, sau cultura mătăsii, este o ramură a zootehniei care are ca obiect creșterea și înmulțirea viermilor de mătase în vederea obținerii gogoșilor destinate prelucrării. Deși există mai multe specii comerciale de viermi de mătase, Bombyx mori (omida din mătăse domestică) este cel mai utilizat și intens studiat vierme de mătase. Se crede că mătasea a fost produsă pentru prima dată în China încă din perioada neolitică. Sericicultura a devenit o importantă industrie textilă în țări precum Brazilia, China, Franța, India, Italia, Japonia, Coreea, și Rusia. Astăzi, China și India sunt cei doi producători principali, cu peste 60% din producția anuală mondială.

## Producție
Viermii de mătase sunt hrăniți cu frunze de dud, iar după a patra năpârlire⁠(<span title="Ecdiză|năpârlire la Wikidata">d), se urcă pe o crenguță de lângă ei și își rotesc mătasea formând pupele. Mătasea este un filament continuu care cuprinde proteina fibroină, secretată din două glande salivare în capul fiecărui vierme și o gumă numită sericină⁠(d), care cimentează filamentele. Sericina este îndepărtată prin introducerea pupelor în apă fierbinte, care eliberează filamentele de mătase și le pregătește pentru bobinare. Acesta este cunoscută sub denumirea de proces de degumare. Scufundarea în apă fierbinte ucide, de asemenea, pupa viermelui de mătase.